# Постоянный пациент
«Постоянный пациент» (англ. The Adventure of the Resident Patient) — рассказ Артура Конана Дойля, который вошёл в сборник «Воспоминания Шерлока Холмса» (другое название — «Записки о Шерлоке Холмсе»), опубликованный в 1893 году. В поздние годы Дойль добавил к двенадцати своим любимым рассказам о Холмсе ещё семь более поздних рассказов, в их числе был «Постоянный пациент». Рассказ имеет две редакции (это сохраняется и в русских переводах) - журнальную (более короткую) и "книжную", она содержит страницу рассуждений Шерлока Холмса, отсутствующую в более короткой версии.

## Сюжет
После прогулки Шерлок Холмс и доктор Ватсон застают у себя в квартире молодого врача Перси Тревельяна. На Бейкер-стрит Тревельяна привело беспокойство его «постоянного пациента», мистера Блессингтона. Тревельян был в своё время молодым, подающим надежды врачом, но не имел начального капитала для частной практики. Мистер Блессингтон предложил покрыть расходы в обмен на три четверти доходов. На приём к Тревельяну записывается старый русский дворянин, который приходит в сопровождении своего сына. Он болен редкой болезнью — каталепсией. Доктор выходит за лекарством, а вернувшись, обнаруживает исчезновение пациента. А в комнате мистера Блессингтона обнаружились следы сына пациента. Шерлок Холмс и доктор Ватсон отправляются на квартиру к Блессингтону и доктору Тревельяну. Холмс замечает, что Блессингтон что-то скрывает и отказывается говорить правду. На следующее утро Блессингтона находят повешенным при странных обстоятельствах. Полиция считает, что это самоубийство, но тщательно обследовав квартиру, Холмс приходит к выводу, что это убийство.
Вскоре Холмс, исследовав полицейские архивы, объясняет ведущему расследование инспектору Лэннеру, что это была месть. В 1875 году банда из пяти преступников, среди которых был Саттон (будущий Блессингтон), ограбила банк. После поимки он, стремясь избежать наказания, дал против других членов банды признательные показания. Картрайт был повешен, а оставшиеся трое получили по 15 лет тюрьмы. Однако, освободившись досрочно, Биддл, Хэйворд и Моффат решили отомстить предателю.

## Русские переводы
Рассказ был переведен на русский язык в 1983 году К. Савельевым, ранее публиковался перевод Д. Жукова (1966). Известны и дореволюционные переводы (1907, 1012).

## Экранизация
Рассказ был экранизирован в телесериале «Приключения Шерлока Холмса» с Джереми Бреттом в главной роли. Экранизация вышла в качестве четвёртого эпизода второго сезона. Премьера состоялась 15 сентября 1985 года. В эпизоде также есть фрагмент, в котором Уотсон пытается использовать дедуктивный метод Холмса, чтобы раскрыть его текущее состояние, и в какой-то мере добивается успеха, что признает сам Холмс.